# This One’s for England
This One’s for England – dwupłytowy album koncertowy amerykańskiej grupy neoprogresywnej Discipline, wydany nakładem Strung Out Records w 2014 roku.
Materiał zamieszczony na albumie został zarejestrowany 5 maja 2012 roku w Majestic Theater w Gettysburgu w amerykańskim stanie Pensylwania podczas Rites of Spring Festival (RoSfest).

## Lista utworów
Opracowano na podstawie materiału źródłowego.
Dysk 1:
| 1. | "Circuitry"                           | 6:43  |
|    |                                       |       |
| 2. | "Before the Storm"                    | 15:24 |
|    |                                       |       |
| 3. | "Blueprint"                           | 4:58  |
|    |                                       |       |
| 4. | "Dead City"                           | 5:36  |
|    |                                       |       |
| 5. | "When She Dreams She Dreams in Color" | 12:11 |
|    |                                       |       |
|    |                                       | 44:52 |
|    |                                       |       |
Dysk 2:
| 1. | "Canto IV (Limbo)"   | 15:17 |
|    |                      |       |
| 2. | "The Reasoning Wall" | 8:00  |
|    |                      |       |
| 3. | "Rogue"              | 23:38 |
|    |                      |       |
|    |                      | 46:55 |
|    |                      |       |

## Twórcy
Opracowano na podstawie materiału źródłowego.
Muzycy:
- Matthew Parmenter – śpiew, keyboardy
- Jon Preston Bouda – gitary
- Matthew Kennedy – gitara basowa
- Paul Dzendzel – perkusja, instrumenty perkusyjne